# 배철수
배철수(裵哲秀, 1953년 8월 18일 ~ )는 대한민국의 前 가수이자 해외 팝 음악 전문 라디오 방송 진행자이다.
방송MC 대표작으로는 《배철수의 음악캠프》, 《콘서트 7080》이 있으며, 가수 시절 대표작으로는 〈세상 모르고 살았노라〉, 〈탈춤〉, 〈세상만사〉, 〈그대는 나는〉, 〈빗물〉, 〈한줄기 빛〉, 〈하늘나라 우리님〉, 〈새가 되어 날으리〉, 〈모여라〉 등이 있다.
한국 전쟁이 휴전 협정을 맺은지 아직 한 달도 채 지나지 않은 1953년 8월 18일 태어났으며, 아버지는 경기도 개성 출신이다. 1977년 육군 하사로 전역한 이후 1978년 7월 22일, 동양방송 TBC 제1회 해변가요제에서 그룹 활주로(RUNWAY)의 일원으로 출전, "세상 모르고 살았노라"로 인기상을 받았으며, 같은 해 9월 9일, 제2회 MBC 대학가요제에도 출전, 〈탈춤〉으로 은상을 받았다.
1979년 송골매를 결성해서 보컬, 드럼으로 활동하기 시작했으며, 1982년 구창모 등 블랙 테트라 멤버들을 영입, 보컬 및 기타 주자로 활동했다. 1983년 3월 20일 KBS 2TV 젊음의 행진 생방송 도중 마이크를 바로 잡으려 하다가 감전사고를 당해 방송이 중단되고 입원 치료를 받은 일화가 유명하다. 송골매에서 활동하며 9장의 음반을 내고, 이후 1990년 3월 19일부터 《배철수의 음악캠프》로 팝 전문 DJ 활동을 시작했고, 1991년 송골매가 활동 중단을 선언한 이후로는 DJ 활동에 전념하고 있으며 사실상 가수 분야 은퇴를 선언하였다. 최근엔 펜타포트 락 페스티벌의 자문위원으로도 참여했다. 현재까지는 MBC 라디오 FM4U 《배철수의 음악캠프》의 진행을 맡고 있다.
비슷한 이름으로 대한민국의 희극인 배칠수가 있는데, 자신이 연기하는 여러 인물 중 라디오DJ인 배철수의 목소리를 전면에 내세워 재야에서 활동한 이력 때문에 그의 이름과 흡사하게 예명을 지었다. 그 당시 시절에도 아직 개인적으로는 아무런 관계가 없었지만, 배칠수가 방송계에 본격적으로 진출할 즈음 《배철수의 음악캠프》에서 그를 초대해 그를 인터뷰한 것을 시작으로 한 주간의 영미권 팝소식을 정리해주는 코너인 '철수와 칠수'에 출연하기도 했다.
2016년 12월 29일 MBC 방송연예대상에서 라디오 부문 최우수상을 수상했다. 이 때의 수상소감 중 나온 "라디오 만세"가 임팩트있는 말로 자리잡아 회자되기도 했다.
배철수는 1983년 3월 20일 전기 감전사고로 기절해 인기를 끈 바 있다.

## 학력
- 전농초등학교 졸업
- 경희중학교 졸업
- 경희고등학교 졸업
- 한국항공대 항공전자공학과 학사 수석

## 광고
- 1982년 해태제과 메치매치바 (록그룹 송골매 팀으로 출연)
- 1984년 삼양식품 1분면 (록그룹 송골매 팀으로 출연)
- 1990년 무궁화 one&one샴푸
- 2000년 WWW.100HOT.CO.KR
- 2001년 한국BMS제약 콤트렉스
- 2002년 롯데웰푸드 구구콘&구구크러스터
- 2002년 SK텔레콤 네이트 드라이브 (내레이션)
- 2004년 옥션
- 2004년 SK엔무브 ZIC XQ (송강호와 공동출연)
- 2007년 롯데카드 (한가인, 김수로와 공동출연)
- 2008년 서울우유 유기농 맑은치즈 (이윤지, 김선화와 공동출연(내레이션))
- 2009년 펜타컴
- 2010년 금호타이어 (내레이션)
- 2010년 금호타이어 아이젠 (시보광고)
- 2011년 SK에너지 엔크린
- 2011년 일동제약 메디폼 (클레이 애니메이션 및 내레이션으로 출연)
- 2011년 애플 아이패드2
- 2019년 남양유업 프렌치카페 로스터리 (feat.서인국, 쯔양)
- 2019년 멘소래담 (내레이션)
- 2020년 기아 쏘렌토 (내레이션)
- 2020년 맥도날드 트리플 치즈버거, 쿼터파운더 치즈 디럭스(Feat.양세형, 장도연), 디테일의 차이가 버거의 차이 (내레이션)
- 2021년 맥도날드 필레 오 피쉬, 창녕 갈릭 버거, 스파이시 맥앤치즈 버거 (내레이션)
- 2024년 모더나코리아 코로나19 백신 스파이크박스

## 영화
- 《갈채》 (1982)
- 《대학 얄개》 (1982)
- 《대학 들개》 (1983)
- 《송골매의 모두 다 사랑하리》 (1983)
- 《대학 괴짜들》 (1984)
- 《춤추는 청춘대학》 (1985)
- 《저스트 키딩》 (2008)
- 《탈주》 (2024) - 본인 역 (특별출연)[3]

## 음반

### 가요제
- 1978년 - 제1회 TBC 해변가요제

출전곡 : 세상 모르고 살았노라
- 1978년 - 제2회 MBC 대학가요제

출전곡 : 탈춤

### 활주로
- 1979년 - 활주로

타이틀곡 : 처음부터 사랑했네, 탈춤

### 송골매
- 송골매 1집 (1979)

배철수(보컬, 드럼), 지덕엽(기타), 이응수(베이스), 이봉환(키보드)
타이틀곡 : 산꼭대기 올라가, 세상만사
- 송골매 2집 (1981)

배철수(보컬, 기타), 구창모 (보컬), 김정선(기타), 김상복(베이스), 오승동 (드럼), 이봉환(키보드)
타이틀곡 : 어쩌다 마주친 그대, 모두 다 사랑하리
이 멤버로 구성되기 이전에 잠시 동안 다음과 같은 체제로 운영되었다.(배철수(보컬, 드럼), 김정선(기타), 구창모(보컬, 베이스), 이봉환(키보드))
- 송골매 3집 (1983)

배철수(보컬, 기타), 구창모 (보컬), 김정선(기타), 김상복(베이스), 오승동 (드럼), 이봉환(키보드)
타이틀곡 : 처음 본 순간, 한줄기빛
- 송골매 4집 (1984)

배철수(보컬, 기타), 구창모 (보컬), 김정선(기타), 김상복(베이스), 오승동 (드럼), 이봉환(키보드)
타이틀곡 : 난 정말 모르겠네, 작은입술
- 송골매 5집 (1985)

배철수(보컬, 기타), 김정선(기타), 김상복(베이스), 오승동 (드럼), 이봉환(키보드)
타이틀곡 : 하늘나라 우리님, 어쩌다 한번은
- 송골매 6집 (1986)

배철수(보컬, 기타), 김정선(기타), 김상복(베이스), 오승동 (드럼), 이봉환(키보드)
타이틀곡 : 오해
- 송골매 7집 (1987)

배철수(보컬, 기타), 김정선(기타), 이태윤(베이스), 이건태 (드럼), 이봉환(키보드), 이종욱 (키보드)
타이틀곡 : 새가 되어 날으리
- 송골매 8집 (1988)

배철수(보컬, 기타), 김정선(기타), 이태윤(베이스), 이건태 (드럼), 이봉환(키보드), 이종욱 (키보드)
타이틀곡 : 외로운 들꽃
- 송골매 9집 (1990)

배철수(보컬, 기타), 김정선(기타), 이태윤(베이스), 이건태 (드럼), 이봉환(키보드), 이종욱 (키보드)
타이틀곡 : 모여라

### 솔로 앨범
- 배철수 사랑이야기 (1985)

타이틀 곡 : 사랑 그 아름답고 소중한 얘기들

## 기타
- KBS 2TV 예능 프로그램 토크쇼 《 자니윤 쇼》 ... 고정출연
- KBS 2TV 예능 프로그램 《가족오락관》 ... 게스트
- KBS 2TV 예능 프로그램 《1%의 우정》 출연자
- KBS 1TV 가요 음악 프로그램 《콘서트 7080》 진행
- MBC TV 《MBC 선택》 ... 내레이션 (2002년)
- MBN 시사교양 프로그램 《판도라》 진행
- SBS TV 특집 다큐멘터리 《12년의 기다림 연아의 올림픽》 ... 내레이션 (2010년)
- SBS TV 교양 프로그램 《프로그램 탐험 트루스토리》 ... 내레이션
- MBC TV 다큐멘터리 프로그램 《포토 에세이 - 사람》 ... 내레이션
- MBC 표준FM 라디오 《만화열전 - 공포의 외인구단》 ... 내레이션
- MBC 표준FM 라디오 《만화열전 - 삼국지》 ... 내레이션
- MBC TV 《배철수 잼》 ... 진행 (2020년)

## 수상 목록
- 1978년 제1회 해변가요제 인기상
- 1978년 제2회 MBC 대학가요제 입상
- 1983년 동경가요제 심사위원상
- 1993년 MBC 방송대상 라디오부문 우수상
- 1998년 MBC 연기대상 라디오부문 최우수상
- 2000년 MBC 브론즈마우스상
- 2004년 MBC 연기대상 라디오부문 최우수상
- 2004년 제31회 한국방송대상 올해의 방송인상
- 2008년 제1회 올해의 아름다운 방송언어상 예능·드라마 출연자부문
- 2008년 제11회 푸른미디어상 언어상
- 2008년 KBS 연예대상 특별상
- 2010년 MBC 골든마우스상
- 2016년 MBC 방송연예대상 라디오부문 최우수상
- 2017년 방송통신위원회 방송대상 공로상
- 2018년 KBS 연예대상 공로상
- 2019년 제10회 대한민국 대중문화예술상 대통령 표창
- 2020년 제32회 한국PD대상 라디오부문 출연자상
- 2020년 제47회 한국방송대상 진행자상
- 2024년 방송통신위원회 방송대상 공로상
- 2024년 MBC 방송연예대상 공로상

## 사고
- 1983년, 젊음의 행진 방송 중에 배철수가 마이크를 잡자 감전사고를 당하는 일이 벌어졌다. 그때 MC였던 왕영은은 무서워서 나오지도 못하고 송승환이 급히 마무리 했다고 한다.